# أزيلاستين
الأزيلاستين (بالإنجليزية: Azelastine) من الادوية المضادة للهيستامينات (Antihistamine). يمنع هذا الدواء ظهور ردة فعل ارجية من خلال حصر مستقبلات الهيستامين في الجسم، وتثبيط تحرير الهيستامين من الخلايا البدينة (Mast cells).
ويسوق الازيلاستين كرذاذ للانف ويستخدم لعلاج الاعراض المتعلقة بالالتهابات الارجية الانفية (Nasal allergy) مثل: سيلان الانف (المخاط)، العطس والمحفزات الناجمة عن الارجية.
كذلك، يسوق الازيلاستين أيضا كقطرة للعينين وتعمل على تخفيف المحفزات التي تميز التهاب الملتحمة الارجي (Allergic Conjunctivitis).يخفف الازيلاستين العطاس والمحفزات في العينين والانف.

## الاستخدام
- يستخدم كعلاج موضعي لالتهاب الأنف التحسسي والربو وذلك وفقا للدلائل الإرشادية العلاجية، وتشمل التهاب الأنف التحسسي الموسمي وسيلان الأنف والعطاس والحكة الأنفية عند البالغين والأطفال في عمر الخامسة أو أكبر.
- يوصى به كخط علاجي أول كمضاد هيستامين لالتهاب الأنف الشديد المعند أو الخفيف أو المتوسط أو الشديد المتقطع.
- يستخدم كقطرة عينية لعلاج التهاب الملتحمة التحسسي الموسمي أو الدائم موضعيا.

### الاستخدام في مختلف البلدان
- يعد Azelastine hydrochloride مضاد هستامين بالإضافة إلى النشاط المحصر لمستقبل الهيستامين H1، حيث يثبط تحرر الوسائط الالتهابية من الخلايا البدينة. يستخدم موضعيا في إزالة أعراض الحالات التحسسية متضمنة التهاب الأنف والتهاب الملتحمة. كما تستخدم أيضاً في التهاب الأنف غير التحسسي.
- في علاج التهاب الأنف التحسسي عند البالغين والأطفال بعمر 5 سنين وأكثر، تكون الجرعة المعتادة في بريطانيا 140 مكروغرام عن طريق البخاخ الأنفي في كل منخر مرتين يومياً. في USA، يطبق بختين من نفس المستحضر (تزود 137 مكروغرام بكل بخة) في كل منخر مرتين يومياً، وربما يعطى الأطفال بعمر 5 سنوات أو أكثر بخة واحدة بكل منخر مرتين يومياً. يستخدم الـ Azelastine في USA في معالجة التهاب الأنف غير التحسسي عند البالغين والأطفال بعمر 12 سنة وأكثر. وتكون الجرعة بختين بكل منخر مرتين يومياً.
- في علاج التهاب الملتحمة، رُخّص في UK استخدام Azelastine لمعالجة التهاب الملتحمة التحسسي الموسمي عند البالغين والأطفال بعمر 4سنوات وأكثر ولمعالجة التهال الملتحمة التحسسي الحولي عند البالغين والأطفال بعمر 12 سنة وأكثر. في USA، رُخص به لمعالجة التهاب الملتحمة التحسسي عند البالغين والأطفال بعمر 3 سنوات وأكثر. بغض النظر عن العمر والاستطباب، يقطر محلول 0,05% في كل عين مرتين يومياً وتزداد في الحالات الشديدة إلى أربع مرات يومياً. ويعطى Azelastine hydrochloride عن طريق الفم أيضاً.

## الأشكال الصيدلانية
- بخاخ أنفي (محلول 0.1%, 0.15%).
- قطرة عينية (محلول 0.05%).

## الجرعة
- كبخاخ أنفي: للبالغين والأطفال فوق ال 12 سنة بخة لبختين مرتين باليوم.
- كقطرة عينية: للأطفال فوق ال 4 سنين قطرة في كل عين مصابة مرتين باليوم، ويمكن أن تزاد ل4 مرات باليوم عند الضرورة.

## الحركية الدوائية
يصل حوالي 40% من الجرعة الأنفية للـ Azelastine إلى الدوران الجهازي. يتم الإطراح عن طريق الاستقلاب الكبدي حيث يفرغ عن طريق البراز بشكل رئيسي. 
ويمتص بسرعة وبشكل تام عندما يعطى عن طريق الفم، ويصل إلى قمة التركيز البلازمي بعد 4 إلى 5 ساعات. ويخضع الـ Azelastine للاستقلاب الكبدي ويملك مستقلبه الرئيسي demethylazelastine فعالية مضادة للهيستامين. ويقدر نصف عمر الإطراح بحوالي 25 ساعة ويرتفع إلى 35,5 ساعة بعد جرعات فموية متعددة بسب تراكم مستقلبه. يطرح الدواء مع مستقلباته عن طريق البراز بشكل رئيسي وعن طريق البول.

## التداخلات الدوائية
- يتداخل مع الأدوية ذات التأثير المركن مثل الدواء الحاوي على الأسيتامينوفين والأوكسي كودون.
- الباربيتورات.
- الألبرازولام.
- الكلونازيبام.
- الايثانول.

## الآثار الجانبية
- الطعم المر.
- زيادة في الوزن.
- ألم عضلي.
- تعب.
- تخريش أنف.
- جفاف فم.
- عطاس.
- احتقان في الحلق.
- صداع.